# 名鉄岐阜のりば
名鉄岐阜のりば（めいてつぎふのりば）は、岐阜県岐阜市にある岐阜バスのバス停（バスターミナル）である（バス停名は“名鉄岐阜”）。名古屋鉄道名鉄岐阜駅に隣接している。駅の旧称「新岐阜駅」と同様、2005年までの名称は新岐阜である。

## 概略
岐阜市神田町の名鉄岐阜駅の西、国道157号にあるバス停であり、南進（降車場2ヶ所・乗り場1〜3）と北進（乗り場4〜6）の計8つある。
南進の降車場は、マクドナルド新岐阜駅前店・三菱UFJ証券・大垣共立銀行神田町出張所（O.Kプラザ神田町出張所）の前と名鉄岐阜駅隣接・岐阜ロフト前（東西の通り）にある。北進の降車場は無く、便宜的に6番のりばを利用している。
2007年（平成19年）3月29日より、岐阜市のオムニバスタウン構想により、バスロケーションシステムが導入されている。
また、2015年には、バスロケーションシステムが更新された。
2008年（平成20年）4月 1日から、ここ（名鉄岐阜）とJR岐阜駅バスターミナルを経由するバスの行き先表示には電車のマークが表示されるようになった。
名鉄岐阜駅に隣接する岐阜バスターミナルのバス停名も、同じ名鉄岐阜である。「名鉄岐阜」は「岐阜バスターミナル」と「名鉄岐阜のりば」の2つに分かれるため注意が必要。
「岐阜バスターミナル」は名鉄岐阜駅前を始発とする路線の乗り場として駅の南西側隣りに設けられている。
「名鉄岐阜のりば」は名鉄岐阜駅前を始発としない路線の乗降場として国道157号線沿いに設けられている。
岐阜バスターミナルは名鉄岐阜のりば1番のりばのほぼ正面である。
2012年のダイヤ改正より、岐阜バスターミナル始発の路線でかつ名鉄岐阜のりばを経由する路線は、当のりばに停車するようになった。
2024年9月30日に岐阜バスターミナルが廃止されたことに伴い、一部の路線が名鉄岐阜のりば発着となる。

## 路線バスのりば
2024年10月現在

### 1番のりば
県庁、六条大溝町方面
- W60 鶉ターミナル
- W65 墨俣
- W66 岐阜流通センター
- W67 岐阜聖徳学園大学
- W68 県自動車会館
- W32 OKBふれあい会館（加納新本町・JA会館経由）
- E31 県庁（城南通り・江添経由）
- E32 OKBふれあい会館（城南通り・江添経由）
- W15 市橋（県美術館経由）

### 2番のりば
柳津、岐南、茜部、加納駅前方面
- E70 下佐波
- E71 高桑
- E72 もえぎの里
- E76 カラフルタウン
- E16 岐南町三宅
- E13 岐阜保健大学
- E15 岐南営業所（名鉄岐南駅東経由）
- E17 岐南営業所（岐南中学校経由）
- E18 下川手（加納桜道経由）
- E19 東川手
- W18 下川手（加納新本町経由）

### 3番のりば
市民病院、鏡島方面
- G30 森屋
- G51 西鏡島

### 4番のりば
岐阜公園（岐阜城・金華山）、長良橋、三田洞、高富方面
- N 市内ループ左回り
- N 市内ループ左回り清流ライナー
- N11 市役所・鶯谷高校口
- N32 岩井山かさ神
- N33 三輪釈迦前
- N34 大洞緑団地（長良橋経由）
- N35 岐阜ファミリーパーク
- N40 長良医療センター
- N41 おぶさ
- N43 松籟団地
- N45 岐阜大学病院（長良橋経由）
- N50 [清流ライナー]下岩崎
- N61 三田洞団地（長良橋経由）
- N72 中濃庁舎（長良北町経由）
- N73 岐阜女子大
- N75 山県市役所
- N80 山県バスターミナル
- N82 山県高校前
- N83 ほらどキウイプラザ
- N85 谷合
- N86 塩後

### 5番のりば
金華橋通り柳ヶ瀬、北方、忠節橋・金華橋、大縄場大橋方面
- K15 市橋（西野町経由）
- K18 旦の島（西野町・忠節経由）
- K35 南柿ヶ瀬（金華橋・忠節経由）
- O65 岐阜高専
- O75 北方バスターミナル（大縄場大橋・島大橋経由）
- O81 イオンタウン本巣（大縄場大橋・島大橋・宗慶経由）
- O82 西濃厚生病院（大縄場大橋・島大橋・宗慶経由）
- O85 大野バスセンター（大縄場大橋・島大橋・宗慶経由）
- G61 芝原6丁目（岐阜市民病院・河渡経由）
- G62 北方バスターミナル（岐阜市民病院・河渡経由）
- C30 大野バスセンター（忠節・北島・北方バスセンター・高砂町経由）
- C34 北方バスターミナル（忠節・北島経由）
- C35 パレットピアおおの（忠節・北島・北方バスセンター・清水経由）
- C36 モレラ岐阜（忠節・北島・北方バスセンター・高砂町経由）
- C38 西郷（忠節・北島・尻毛経由）、本巣市役所
- C39 大野バスセンター（忠節・北島・北方バスセンター・政田経由）
- C70 岐阜大学病院（忠節・正木マーサ経由）
- いいバス（岐阜市コミュニティバス）

### 6番のりば
北一色、各務原、関方面
- B52 富田学園（北一色経由）
- B53 水海道（北一色・富田学園経由）
- B65 日野西（北一色経由）
- B74 大洞緑団地（北一色・長山経由）
- B81 せき東山（北一色・長山経由）
- B83 岐阜医療科学大学（北一色・長山経由）
- B87 中濃庁舎（北一色・長山経由）
- T51 岐阜県総合医療センター
- T55 諏訪山団地
- T56 各務原高校（岐阜県総合医療センター経由）
- T57 テクノプラザ（岐阜県総合医療センター経由）
- T58 諏訪山団地（岐阜県総合医療センター経由）
- T59 各務原高校（岐阜県総合医療センター経由）
- T60 ［快速］イオンモール各務原
- ［高速］高山（岐阜バス・濃飛バスの共同運行）
- ［高速］新宿南口（バスタ新宿）

## 名鉄岐阜駅、岐阜駅の他のバス停
元々、名鉄岐阜駅、JR岐阜駅のバス停は、岐阜市営バスのターミナルは岐阜駅北口、岐阜バス岐阜市内線及び名鉄バスは神田町通りの新岐阜バス停、岐阜バス郊外線は新岐阜バスセンターと、大きく3箇所に分かれていた。名鉄岐阜駅、岐阜駅周辺は再開発が行なわれており、バス停は数箇所に分散され、2007年1月時点では5箇所に分散されていた。
2007年（平成19年）3月29日、JR岐阜駅北口のバスのりばの改修工事が完成（JR岐阜駅バスターミナル）。同日より供用開始。岐阜市のオムニバスタウン構想により、バスロケーションシステムが導入され、12箇所のバス乗降場が設置され、40路線が乗り入れる。これに伴い、名鉄岐阜バス停の長良橋通り1番のりば - 6番のりばもバスロケーションシステムに対応したポールに取り替えられる。又、JR岐阜駅西バス停が廃止される。
2008年4月1日のダイヤ改正によりJR岐阜駅南口に停まるバス会社路線はなくなった
岐阜バスターミナルは2024年9月30日に廃止。
| 場所                   | バス停名                       | 乗り場       |
| ---------------------- | ------------------------------ | ------------ |
| 岐阜バスターミナル     | 名鉄岐阜（岐阜バスターミナル） | A〜Eのりば   |
| 名鉄岐阜のりば         | 名鉄岐阜                       | 1〜6番のりば |
| JR岐阜駅バスターミナル | JR岐阜（ターミナル内）         | 1〜15のりば※ |

※1〜3番のりばは降車場